# Maria Anna di Oettingen-Spielberg
Maria Anna di Oettingen-Spielberg (nome completo Maria Anna Katharina; Vienna, 21 settembre 1693 – Głogów, 15 aprile 1729) è stata principessa consorte del Liechtenstein dal 1721 al 1729, come moglie del principe Giuseppe Giovanni Adamo.

## Biografia
La contessa Maria Anna nacque nel 1693 a Vienna, prima dei sedici figli di Francesco Alberto e della baronessa Johanna Margaretha von Schwendi (1672-1727).
Il 3 agosto 1716 sposò Giuseppe Giovanni Adamo del Liechtenstein nella propria città natale, diventando la sua terza moglie.
Morì nel 1729 all'età di 35 anni a Głogów ed è stata tumulata nella chiesa parrocchiale della città. Il suo cuore è conservato a Vranov.

## Discendenza
Maria Anna di Oettingen-Spielberg e Giuseppe Giovanni Adamo del Liechtenstein ebbero tre figlie e due figli:
- Principessa Maria Eleonora Giovanna Valpurga Giuseppa (Vienna, 8 giugno 1717 - Vienna, 1⁰ luglio 1718);
- Principe Giuseppe Antonio Francesco Giovanni Nepomuceno (17 aprile 1720 - Vienna, 28 novembre 1723);
- Principessa Maria Teresa (1721-1753);
- Principe Giovanni Nepomuceno Carlo (1724-1748);
- Principessa Elisabetta Eleonora (nata e morta a Vienna il 18 maggio 1728).

## Ascendenza
|                                          |                         |                                 | Genitori                                                    |  |  | Nonni |  |  | Bisnonni                                   |  |  | Trisnonni                              |  |
|                                          |                         |                                 |                                                             |  |  |       |  |  | Johann Albrecht von Oettingen zu Spielberg |  |  | Wilhelm III von Oettingen zu Spielberg |  |
|                                          |                         |                                 |                                                             |  |  |       |  |  | Johann Albrecht von Oettingen zu Spielberg |  |  | Wilhelm III von Oettingen zu Spielberg |  |
|                                          |                         | Elisabeth Fugger                |                                                             |  |  |       |  |  | Johann Albrecht von Oettingen zu Spielberg |  |  |                                        |  |
| Johann Franz von Oettingen zu Spielberg  |                         |                                 |                                                             |  |  |       |  |  | Johann Albrecht von Oettingen zu Spielberg |  |  |                                        |  |
|                                          |                         | Maria Gertrud zu Pappenheim     | Veit zu Pappenheim                                          |  |  |       |  |  |                                            |  |  |                                        |  |
|                                          |                         | Maria Gertrud zu Pappenheim     | Veit zu Pappenheim                                          |  |  |       |  |  |                                            |  |  |                                        |  |
|                                          |                         | Maria Gertrud zu Pappenheim     | Maria Salome von Preising                                   |  |  |       |  |  |                                            |  |  |                                        |  |
| Francesco Alberto di Oettingen-Spielberg |                         | Maria Gertrud zu Pappenheim     |                                                             |  |  |       |  |  |                                            |  |  |                                        |  |
|                                          |                         | Johann Jakob von Attems         | Hermann von Attems                                          |  |  |       |  |  |                                            |  |  |                                        |  |
|                                          |                         | Johann Jakob von Attems         | Hermann von Attems                                          |  |  |       |  |  |                                            |  |  |                                        |  |
|                                          |                         | Johann Jakob von Attems         | Ursula Breuner zu Stübing                                   |  |  |       |  |  |                                            |  |  |                                        |  |
| Ludovica Rosalia von Attems              |                         | Johann Jakob von Attems         |                                                             |  |  |       |  |  |                                            |  |  |                                        |  |
|                                          |                         | Judith Maria von Tattenbach     | Johann Christoph von Tattenbach                             |  |  |       |  |  |                                            |  |  |                                        |  |
|                                          |                         | Judith Maria von Tattenbach     | Johann Christoph von Tattenbach                             |  |  |       |  |  |                                            |  |  |                                        |  |
|                                          |                         | Judith Maria von Tattenbach     | Judith Rösch von Sunntberg                                  |  |  |       |  |  |                                            |  |  |                                        |  |
| Maria Anna di Oettingen-Spielberg        |                         | Judith Maria von Tattenbach     |                                                             |  |  |       |  |  |                                            |  |  |                                        |  |
|                                          | Maximilian von Schwendi | Alexander von Schwendi          |                                                             |  |  |       |  |  |                                            |  |  |                                        |  |
|                                          | Maximilian von Schwendi | Alexander von Schwendi          |                                                             |  |  |       |  |  |                                            |  |  |                                        |  |
|                                          | Maximilian von Schwendi | Regina Vöhlin von Frickenhausen |                                                             |  |  |       |  |  |                                            |  |  |                                        |  |
| Franz Ignaz von Schwendi                 | Maximilian von Schwendi |                                 |                                                             |  |  |       |  |  |                                            |  |  |                                        |  |
|                                          |                         | Marie Helene von Leonrod        | Georg Wilhelm von Leonrod                                   |  |  |       |  |  |                                            |  |  |                                        |  |
|                                          |                         | Marie Helene von Leonrod        | Georg Wilhelm von Leonrod                                   |  |  |       |  |  |                                            |  |  |                                        |  |
|                                          |                         | Marie Helene von Leonrod        | Maria Anna von Riedtheim                                    |  |  |       |  |  |                                            |  |  |                                        |  |
| Johanna Margaretha von Schwendi          |                         | Marie Helene von Leonrod        |                                                             |  |  |       |  |  |                                            |  |  |                                        |  |
|                                          |                         | Christoph Rudolf Fugger         | Johann Ernst Fugger                                         |  |  |       |  |  |                                            |  |  |                                        |  |
|                                          |                         | Christoph Rudolf Fugger         | Johann Ernst Fugger                                         |  |  |       |  |  |                                            |  |  |                                        |  |
|                                          |                         | Christoph Rudolf Fugger         | Margareta von Bollweiler                                    |  |  |       |  |  |                                            |  |  |                                        |  |
| Maria Margareta Fugger                   |                         | Christoph Rudolf Fugger         |                                                             |  |  |       |  |  |                                            |  |  |                                        |  |
|                                          |                         | Maria Anna von Montfort-Peggau  | Hugo XVIII von Montfort                                     |  |  |       |  |  |                                            |  |  |                                        |  |
|                                          |                         | Maria Anna von Montfort-Peggau  | Hugo XVIII von Montfort                                     |  |  |       |  |  |                                            |  |  |                                        |  |
|                                          |                         | Maria Anna von Montfort-Peggau  | Johanna Euphrosyne Reicherbtruchsessin von Waldburg-Wolfegg |  |  |       |  |  |                                            |  |  |                                        |  |
|                                          |                         | Maria Anna von Montfort-Peggau  |                                                             |  |  |       |  |  |                                            |  |  |                                        |  |